# NGC 2640
NGC 2640 est une galaxie lenticulaire située dans la constellation de la Carène. NGC 2640 a été découverte par l'astronome britannique John Herschel en 1835.

## Caractéristiques
Sa vitesse par rapport au fond diffus cosmologique est de 1 253 ± 35 km/s, ce qui correspond à une distance de Hubble de 18,5 ± 1,4 Mpc (∼60,3 millions d'al).